# Kinowo
Kinowo (niem. Kienow) – wieś w Polsce położona w województwie zachodniopomorskim, w powiecie kołobrzeskim, w gminie Rymań. Wieś jest siedzibą sołectwa Kinowo.
Według danych z 4 września 2013 r. Kinowo miało 134 mieszkańców.

## Położenie
Kinowo leży w odległości 27 km na południe od Kołobrzegu przy drodze powiatowej Byszewo – Starnin. Na południe od Kinowa przebiega dolina strugi Wkry.

## Historia
Pierwsze wzmianki o miejscowości (jako Kynowe) pojawiają się w 1170 roku. W 1180 r. Kazimierz I oddał Chinowe przybyłym do Białobok duńskim norbertanom z Lund. W roku 1208 książęta Bogusław II i Kazimierz II potwierdzili nadanie Kynowe klasztorowi norbertanek w Białobokach. W 1310 r. zakończono budowę kościoła parafialnego, który konsekrował biskup kamieński Heinrich von Wacholtz. Parafia kinowska, będąca pod patronatem klasztoru w Białobokach, obejmowała Rymań, Leszczyn, Rzesznikowo, Jarkowo i Starnin. Kościół istniał do XVI w. W późniejszych czasach Kinowo stało się własnością rodu Manteuffelów. Po pokoju westfalskim i podziale księstwa pomorskiego wieś wchodziła w skład Brandenburgii, potem Prus i Niemiec. W 1818 r. wieś znalazła się w składzie Powiatu Księstwo. Od 1872 r. miejscowość znalazła się w składzie nowo utworzonego powiatu kołobrzeskiego-karlińskiego. Manteuffelowie byli właścicielami Kinowa aż do 1899 r. - po sprzedaży majątek często zmieniał właścicieli. W latach 20. XX w. majątek kinowski przejęło Pomorskie Towarzystwo Ziemskie (Pommersche Landgesellschaft), które dokonało częściowej parcelacji gruntów majątku pomiędzy rodzime gospodarstwa. Kinowo należało do gminy (Gemainde - odpowiednik polskiego sołectwa) Starnin i parafii ewangelickiej w Rzesznikowie. Od 1945 r. w granicach Polski. W latach 1950–1998 miejscowość administracyjnie należała do województwa koszalińskiego.

## Demografia
| Rok  | Liczba ludności |
| ---- | --------------- |
| 1871 | 71              |
| 1910 | 110             |
| 1925 | 113             |
| 2011 | 122             |
| 2013 | 134             |

## Zabytki
- Park podworski z przełomu XIX i XX w. (dwór został rozebrany w okresie międzywojennym)[13].

## Transport
We wsi znajduje się przystanek autobusowy, przez który przebiega linia autobusowa Kołobrzeg – Rymań.